# Faculdade de Engenharia São Paulo
A Faculdade de Engenharia São Paulo (FESP) foi uma faculdade com tradição e reconhecimento na área de engenharia, localizada na cidade de São Paulo, mais precisamente na avenida Nove de Julho.
A Sociedade Educacional São Paulo, mantenedora da FESP, foi autorizada em 1974 pelo então Conselho Federal de Educação a instituir os cursos de engenharia civil e engenharia elétrica.
Foi uma das primeiras faculdades, se não a primeira, a ministrar cursos noturnos de engenharia e tecnologia.
A diretoria da entidade anunciou o encerramento das atividades em fevereiro de 2020, alegando dificuldades causadas pela crise financeira do país.